# Monument als mariners i pescadors morts al mar
El Monument als mariners i pescadors morts al mar (en letó: Piemineklis bojā gājušajiem jūrniekiem un zvejniekiem) és un notable monument modern i un lloc de turisme a Liepāja, Letònia.
El van dissenyar l'arquitecte Gunārs Asaris i l'escultor Alberts Terpilovskis. Va ser construït el 1977 amb el finançament de LBORF i el kolkhoz de pesca Boļševiks. El monument està situat en la costa de la mar Bàltica en el parc Liepāja i consisteix en una figura de bronze d'una dona situada sobre d'un pedestal en forma de V d'onze metres d'alt.
El 8 d'abril del 2000 es va col·locar una placa commemorativa al pedestal, dedicada als pilots dels Estats Units els avions dels quals van ser abatuts el 8 d'abril 1950 per les Forces Aèries de l'URSS a prop de Liepāja.